# هوچوی کوراویری
هوچوی کوراویری (به اسپانیایی: Huch'uy Q'urawiri) یک کوه در پرو است که در Peru, Apurímac Region واقع شده‌است. هوچوی کوراویری ۴٬۸۰۰ متر بالاتر از سطح دریا واقع شده‌است.